# نادي بريشتينا لكرة السلة
نادي بريشتينا لكرة السلة هو فريق كرة سلة كوسوفي للمحترفين تأسس في سنة 1970 يقع مقره في بريشتينا. ينافس في الدوري الكوسوفي لكرة السلة.

## الإنجازات

### البطولات المحلية
الدوري الكوسوفي لكرة السلة
- الفوز (12): 1991، 2002، 2003، 2004، 2006، 2007، 2008، 2009، 2011، 2013–14، 2014–15، 2015–16

كأس جمهورية كوسوفو
- الفوز (11): 2002، 2003، 2005، 2006، 2007، 2008، 2009، 2010، 2013، 2014، 2016

كأس السوبر الكوسوفية
- الفوز (3): 2012، 2013، 2014

## أبرز اللاعبين
من أبرز اللاعبين الذين لعبوا معه:
- إدين بافتشيتش
- جون جيلكريست
- كيفن أوينز
- خالد الأمين
- غاستون إسنجو

## وصلات خارجية
- الموقع الرسمي